# Cúp bóng đá Macedonia 2004–05
Cúp bóng đá Macedonia 2004–05 là mùa giải thứ 13 của giải đấu bóng đá loại trực tiếp ở Cộng hòa Macedonia. FK Sloga Jugomagnat là đương kim vô địch, lần thứ 3 giành chức vô địch. Đội vô địch mùa giải 2004–05 là FK Bashkimi với lần đầu tiên đoạt cúp.

## Lịch thi đấu
| Vòng      | Ngày thi đấu                               | Số trận | Câu lạc bộ |
| --------- | ------------------------------------------ | ------- | ---------- |
| Vòng Một  | 2 tháng 8 năm 2004                         | 16      | 32 → 16    |
| Vòng Hai  | 22 tháng Chín và 27 tháng 10 năm 2004      | 16      | 16 → 8     |
| Tứ kết    | 1 tháng 12 năm 2004 và 22 tháng 3 năm 2005 | 8       | 8 → 4      |
| Bán kết   | 6 tháng Tư và 4 tháng 5 năm 2005           | 4       | 4 → 2      |
| Chung kết | 24 tháng 5 năm 2005                        | 1       | 2 → 1      |

## Vòng Một
Các trận đấu diễn ra vào ngày 2 tháng 8 năm 2004.
| Đội 1              | Tỉ số           | Đội 2               |
| ------------------ | --------------- | ------------------- |
| Kumanovo           | 1–1 (4–1 ph.đ.) | Novaci              |
| Shkëndija 79       | 0–0 (5–6 ph.đ.) | Tikveš              |
| Bashkimi           | 3–0             | Belasica            |
| Sloga Vinica       | 1–5             | Turnovo             |
| Miravci            | 5–1             | Ovče Pole           |
| Lozar              | 4–1             | Partizan            |
| Napredok           | 2–2 (5–4 ph.đ.) | Sileks              |
| Vëllazërimi        | 3–0 (f)         | Maleš               |
| Skopje             | 1–2             | Bregalnica Kraun    |
| Vardar             | 2–1             | Pobeda              |
| Karaorman          | 2–2 (3–4ph.đ.)  | Makedonija          |
| Crna Reka          | 0–3             | Sateska             |
| Rabotnički Kometal | 5–0             | Bregalnica Delčevo  |
| Korab              | 0–4             | Sloga Jugomagnat    |
| Gostivar           | 2–3             | Cementarnica        |
| Borec              | 0–2             | Madžari Solidarnost |

## Vòng Hai
Các trận lượt đi diễn ra vào ngày 22 tháng Chín và lượt về vào ngày 27 tháng 10 năm 2004.
| Đội 1               | TTS             | Đội 2            | Lượt đi | Lượt về    |
| ------------------- | --------------- | ---------------- | ------- | ---------- |
| Makedonija          | 0–4             | Sloga Jugomagnat | 0–2     | 0–2        |
| Tikveš              | 2–3             | Vëllazërimi      | 1–0     | 1–3        |
| Bregalnica Kraun    | 2–2 (3–1 ph.đ.) | Lozar            | 2–0     | 0–2 (h.p.) |
| Kumanovo            | 1–6             | Sileks           | 0–2     | 1–4        |
| Rabotnički Kometal  | 4–0             | Vardar           | 3–0     | 1–0        |
| Madžari Solidarnost | 2–1             | Cementarnica     | 1–0     | 1–1        |
| Sateska             | 2–14            | Bashkimi         | 2–7     | 0–7        |
| Miravci             | 1–9             | Turnovo          | 1–3     | 0–6        |

## Tứ kết
Các trận lượt đi diễn ra vào ngày 1 tháng 12 năm 2004 và lượt về vào ngày 22 tháng 3 năm 2005.
| Đội 1               | TTS | Đội 2            | Lượt đi | Lượt về |
| ------------------- | --- | ---------------- | ------- | ------- |
| Turnovo             | 4–2 | Vëllazërimi      | 2–1     | 2–1     |
| Rabotnički Kometal  | 0–2 | Sileks           | 0–2     | 0–0     |
| Bregalnica Kraun    | 0–1 | Bashkimi         | 0–0     | 0–1     |
| Madžari Solidarnost | 2–1 | Sloga Jugomagnat | 2–0     | 0–1     |

## Bán kết
Các trận lượt đi diễn ra vào ngày 6 tháng Tư và lượt về vào ngày 4 tháng 5 năm 2005.
| Đội 1               | TTS | Đội 2    | Lượt đi | Lượt về |
| ------------------- | --- | -------- | ------- | ------- |
| Sileks              | 1–2 | Bashkimi | 1–0     | 0–2     |
| Madžari Solidarnost | 1–0 | Turnovo  | 1–0     | 0–0     |

### Lượt đi
| Sileks         | 1–0 | Bashkimi |
| -------------- | --- | -------- |
| Todorovski 79' |     |          |

| Madžari Solidarnost | 1–0 | Turnovo |
| ------------------- | --- | ------- |
| Siljanoski 80'      |     |         |

### Lượt về
| Bashkimi                    | 2−0 | Sileks |
| --------------------------- | --- | ------ |
| Presilski 6' · Da Silva 20' |     |        |

Bashkimi won 2–1 sau 2 lượt trận.
| Turnovo | 0−0 | Madžari Solidarnost |
| ------- | --- | ------------------- |
|         |     |                     |

Madžari Solidarnost won 1–0 sau 2 lượt trận.

## Chung kết
| Bashkimi             | 2–1      | Madžari Solidarnost |
| -------------------- | -------- | ------------------- |
| Presilski 77', 90+2' | Chi tiết | Aleksovski 12'      |